# Baptistkyrkan, Linköping
Baptistkyrkan Linköping är en kyrkobyggnad i Linköping. Kyrkan tillhörde från början Svenska Baptistsamfundet som numera är en del av Equmeniakyrkan. Den 1 maj 2021 gick Baptistkyrkan Linköping och Missionskyrkan Linköping ihop och bildade Equmeniakyrkan Linköping.

## Orgel
- På 1940-talet byggde Grönlunds Orgelfabrik, Notviken en orgel med 18 stämmor, två manualer och pedal.
- Den nuvarande orgeln byggdes 1979 av Åkerman & Lund Orgelbyggeri AB, Knivsta. Orgeln är mekanisk.

| Manual I     | Manual II      | Pedal | Koppel |
| Rörflöjt 8'  | Gedackt 8'     | I/P   |        |
| Principal 4' | Koppelflöjt 4' |       | II/P   |
| Tvärflöjt 4' | Spetsflöjt 2'  |       | II/I   |
| Octava 2'    | Nasat 1 1⁄3'   |       |        |
| Cornet III   | Octavcymbel 1' |       |        |
| Mixtur III   | Tremulant      |       |        |